# Navisporus ortizii
Navisporus ortizii är en svampart som beskrevs av S. Herrera & Bondartseva 1989. Navisporus ortizii ingår i släktet Navisporus och familjen Polyporaceae.   Inga underarter finns listade i Catalogue of Life.